# Hornstiel-Schwindling
Der ungenießbare Hornstiel-Schwindling (Marasmius cohaerens) ist eine Pilzart aus der Familie der Schwindlingsverwandten (Marasmiaceae). Die Fruchtkörper erscheinen von Sommer bis Herbst im Laubwald. Er wird auch Hornstieliger Schwindling oder Beschuhter Schwindling genannt.

## Merkmale

### Makroskopische Merkmale
Der Hut ist 2–5 cm breit, jung kegelig bis glockig und dann gewölbt. Schließlich ist er flach ausgebreitet und trägt häufig einen breiten, stumpfen Buckel. Die matt-feinsamtige Oberfläche ist höchstens schwach hygrophan. Sie kann glatt oder runzelig sein und ist blass braun bis lederbraun gefärbt. Bisweilen kann sie auch einen rötlichbraunen Ton haben. Die Mitte ist oft dunkler gefärbt. Nur jung und feucht ist der Hutrand etwas gerieft.
Die bauchigen Lamellen sind ausgebuchtet am Stiel angewachsen und stehen mehr oder weniger entfernt. Sie sind gelblich weiß bis blass graubräunlich gefärbt, ihre Schneiden sind oft etwas dunkler. Das Sporenpulver ist weiß.
Der zylindrische, glänzende Stiel ist 4–8 cm lang und 2–4 mm breit. Er ist kahl, sehr steif und hornartig hart, das Innere ist hohl. Außen ist der Stiel schwarzbraun gefärbt, nach oben hin rotbraun, dann orangeockerlich, während die Stielspitze mehr oder weniger weißlich ist. Die Stielbasis ist filzig bis striegelig. Das Fleisch ist weißlich bis blass gelblich und geruchlos. Der Geschmack ist mild aber unangenehm.

### Mikroskopische Merkmale
Die elliptischen bis mandelförmigen Sporen sind 6,5–10 µm lang und 4–5 µm breit. Sie sind glatt und durchscheinend (hyalin). Die Zystiden sind dickwandig, braun gefärbt und oben zugespitzt. Die Huthaut enthält Zystiden und bürstenartige Zellen.

## Ökologie
Die Fruchtkörper erscheinen von September bis November einzeln oder gesellig auf herabgefallenem Laub oder anderen Pflanzenresten. Der Schwindling wächst meist in der Laubstreu basischer Buchen- und Buchenmischwälder, gelegentlich findet man ihn auch bei Nadelbäumen.

## Verbreitung

Europäische Länder mit Fundnachweisen des Hornstiel-Schwindlings.
Legende:
grün = Länder mit Fundmeldungen
cremeweiß = Länder ohne Nachweise
hellgrau = keine Daten
dunkelgrau = außereuropäische Länder.

Der Pilz kommt in Nordamerika (Kanada, Mexiko, USA), Zentralamerika (Costa Rica), Asien (Japan, Nordkorea, Südkorea, Mongolei) und Europa vor. Auch in Australien wurde er nachgewiesen. Er ist in ganz West- und Mitteleuropa verbreitet, aber nicht sehr häufig. Sein Verbreitungsgebiet reicht von Griechenland und Bulgarien im Südosten bis nach Fennoskandinavien im Norden. In Norwegen findet man ihn selten jenseits des 65. Breitengrads, in Schweden bis zum 62. Breitengrad. In Finnland ist er sehr selten, noch am häufigsten im Südwesten. Auch  in  Deutschland  findet  man  ihn  nur  zerstreut.

## Bedeutung
Der Hornstiel-Schwindling ist kein Speisepilz.

## Verwechslungsarten
Verwechseln kann man die Art am ehesten mit dem Ledergelben Schwindling (Marasmius torquescens), welcher einen matten, bereiften Stiel aufweist und sich mikroskopisch durch glatte Zellen in der Hutdeckschicht unterscheidet. Andere ähnliche Arten sind durch ihren auffälligen Geruch abgrenzbar, wie beispielsweise der Echte Knoblauchschwindling (Marasmius scorodonius), der Kohlstinkschwindling (Micromphale brassicolens) oder der Striegelige Rübling (Gymnopus hariolorum) durch seinen Geruch nach faulendem Kohl.